# Les Alleux
Les Alleux è un ex comune francese di 84 abitanti situato nel dipartimento delle Ardenne nella regione del Grand Est. Il 1º gennaio 2016 fu accorpato al nuovo comune di Bairon et ses environs insieme ai comuni di Le Chesne e Louvergny.

## Società

### Evoluzione demografica
Abitanti censiti